# Вёзе, Карл
Карл Ричард Вёзе (англ. Carl Richard Woese, англ. произношение /ˈwoʊz/; 15 июля 1928 — 30 декабря 2012) — американский микробиолог, создатель молекулярной филогенетики. Предложив термин «домен», разделил живой мир на три домена, причём в качестве отдельного домена выделил архей. Это стало революцией в биологической систематике (так называемая революция Вёзе). Выступил с идеей о существовании мира РНК и ввёл понятие прогенота — первого предка всех живых организмов.
Вёзе показал, что последовательность нуклеотидов рРНК (16S рРНК) является консервативной во всём диапазоне клеточных форм жизни. Проведённый им филогенетический анализ этой универсальной консервативной молекулы оказался чрезвычайно информативным. Этот анализ показал, что рРНК эволюционирует примерно с постоянной скоростью, то есть подчиняется модели молекулярных часов. Это привело его к открытию трёхдоменного древа жизни, что стало новой страницей в эволюционной биологии. Третьим доменом этого древа, помимо бактерий и эукариот, является открытый Карлом Вёзе домен архей.

## Биография
Из семьи немецкого происхождения. Родился 15 июля 1928 года в Сиракьюсе, штат Нью-Йорк. Получил степень бакалавра по математике и физике в Амхерстском колледже в 1950 году. Вёзе изучал там биохимию в качестве дополнительного курса и по своему признанию «не испытывал никакого научного интереса к растениям и животным». Однако один из его преподавателей, Уильям Фейрбанк, посоветовал ему заниматься биофизикой — относительно новым на то время научным направлением.
В 1953 году он получил степень доктора философии (Ph.D.) по биофизике в Йельском университете, где его докторские исследования были сосредоточены на инактивации вирусов под воздействием тепла и ионизирующего излучения. Его постдокторантура была посвящена исследованию бактериальных спор. С 1960 по 1963 год работал в исследовательской лаборатории General Electric в Скенектади.
С 1964 года работал, по его словам, «типичным молекулярным биологом», а впоследствии и профессором в Иллинойском университете Урбана-Шампейн на факультете микробиологии, занимаясь исследованиями генетического кода, трансляцией, а также молекулярной эволюцией.
Карл Вёзе скончался 30 декабря 2012 года вследствие осложнений, вызванных раком поджелудочной железы.

## Исследования
Синтез белка происходит на рибосомах, причём у эукариот и прокариот в рибосомах разный набор молекул рРНК.
Сначала Вёзе провёл исследования 5S рРНК. Он обнаружил достаточно много гомологий, которые могли бы помочь составить филогенетическое древо, но 5S состоит всего из 121 нуклеотида, что крайне неинформативно.
Тогда он обратил внимание на 16S рРНК. У неё обнаружился консервативный участок, который не меняется. Если в нём что-то изменить, то синтез белка уже не происходит. Остальная часть последовательности — это изменяющиеся участки. 16S рРНК содержит 1500 нуклеотидов. Эта молекула оказалась очень удобной для сравнения нуклеотидных последовательностей и определения родства. Оказалось, что по молекулярным данным все организмы делятся на три основные группы — археи (архебактерии), бактерии (эубактерии) и эукариоты. Построенное на основании этих данных филогенетическое древо Карл Вёзе издал в 1985 году. Сейчас его концепция развивается, но полученных данных всё ещё слишком мало, чтобы установить «истинную» филогению и основанную на ней классификации микроорганизмов и других живых существ.
В 1967 году Карл Вёзе первым высказал идею об этапе мира РНК при возникновении жизни на Земле.

## Признание
Статья о трёхдоменном древе эволюции («Phylogenetic structure of the prokaryotic domain: the primary kingdoms»), опубликованная Вёзе в 1977 году в соавторстве с Дж. Э. Фоксом, считается важнейшей в истории микробиологии и одной из важнейших научных работ в истории биологии — наряду с «Происхождением видов» Чарльза Дарвина и статьёй 1953 года «Молекулярная структура нуклеиновых кислот».
Вёзе — член Национальной академии наук США (1988), иностранный член Лондонского королевского общества (2006), обладатель Национальной научной медали США (2000). В 2003 году Шведская академия наук присудила ему премию Крафорда. Также ему присуждались высшие награды в области собственно микробиологии — медаль Левенгука (1992) и премия Зельмана Ваксмана (1995).